# 1992 na Alemanha
Esta é uma cronologia dos fatos acontecimentos de ano 1992 na Alemanha.

## Eventos
- 28 de janeiro: O Tribunal Constitucional Federal da Alemanha declara que a proibição do trabalho noturno para as mulheres é inconstitucional.
- 6 a 8 de junho: É realizado o 18°Fórum Econômico Mundial em Munique.